# Свети Апостоли (Мегалос Принос)
„Свети Дванадесет Апостоли“ (на гръцки: Αγίων Δώδεκα Αποστόλων) е православна църква в село Мегалос Принос (Казавити), северозападната част на остров Тасос, Гърция, част от Филипийската, Неаполска и Тасоска епархия на Вселенската патриаршия, под управлението на Църквата на Гърция.
Църквата е разположена в центъра на селото между горната Родияс и долната Дзина махала. В двора на църквата, на запад има двуетажна училищна сграда, в която има вграден античен погребален надпис „ΜΕΣΤΟΣ ΗΡΟΔΟΤΟΥ ΧΑΙΡΕ“. На изток има още една сграда и параклисът костница на църквата.
Очевидно в 1803 година е построен основният храм – на западната стена, вляво от главния вход, има двуглав орел с кръст, където се събират главите, а под него отляво на опашката пише „ΚΑ(ΛΛΙΜΑΧΗ) ∆(ΡΑΓΟΥ)Μ(Α)Ν(ΟΥ)“, а отдясно (Α)ΠΡ(Ι)Λ(Ι)ΟΥ 5“. В 1804 година е построен нартексът, южната част на храма и параклисът „Животворящ източник“, заемащ източната част на трема. На южната стена, вляво от засводения вход има надпис с годината 1804, а вдясно има плитка ниша. Над входа има ниша със стенопис, а над нея кръстове. Надписът гласи: „ΕΝ ΕΤΕΙ ΑΩΔ (1804) ΑΠΡΙΛΙΟΥ 25 ΕΚΤΙΣΘΗ Η ΠΑΡΟΥ / ΣΑ ΕΚΚΛΗΣΙΑ ΤΩΝ / ΑΓΙΩΝ ΑΠΟΣΤΟΛΩΝ Δ / ΙΑ ΕΞΟΔΩΝ ΜΕΝ ΤΩΝ / ΕΝΤΑΥΘΑ ΧΡΙΣΤΙΑΝΩΝ ΕΓΚ / ΑΙΝΙΑΣΘΗ ΔΕ ΠΑΡΑ ΑΠΟ ΤΟΥ ΑΓΙΟΥ ΑΝ / ΑΝΑΣΤΑΣΙΟΥΠΟΛΕΩΣ ΚΥΡΙΟΥ Α / ΝΘΙΜΟΥ 28 ΕΠΙΣΤΑΣΙΑ ΤΟΥ ΧΑΤΖΗ / ΣΤΑΥΡΟΠΟΥΛΟΥ“. На западния вход на двора на църквата има друг надпис: „ΙΣ ΧΡΙ ΝΙ ΚΑ / 1804 ΑΠΡΙΛΙΟΥ 6 / Η ΠΑΡΟΥΣΑ ΕΚΚΛΗΣΙΑ ΤΩΝ ΑΓΙΩΝ / ΑΠΟΣΤΟΛΩΝ ΟΙΚΟΔΟΜΙΘΗ / ΔΙ ΕΞΟΔΩΝ ΤΩΝ ΕΝΤΑΥΘΑ / ΧΡΙΣΤΩΝΥΜΩΝ ΧΑΤΖΗ / ΣΤΑΥΡΟΠΟΥΛΟΥ ΚΑΙ ΛΟΙ / ΠΩΝ ΕΝΤΥΜΩΝ / ΕΓΚΑΙΝΙΣΘΗ ΔΕ ΥΠΟ ΑΡΧΙΕ / ΡΕΩΣ ΑΝΘΙΜΟΥ ΑΝΑΣΤΑΣΙΟΥΠΟΛΕΩΣ“. Трети нечетлив надпис, може би от 1883 г., е разположен на източната стена.
В архитектурно отношение храмът е трикорабна базилика с трансепт, трем на северната стена, параклис, женска църква и триетажна камбанария, залепена през 1930 година на част от северната стена на трема. Тремът е с размери 11,15 на 3,35 m, а североизточната му част е затворена за параклиса „Животворящ източник“. Сводеста врата като тази на западната стена води в наоса.
Наосът има външни размери 17,22 на 11,05 m и дебелина на стената от 0,85 m. Вратата е украсена с каменни релефи. Над нея в плитка ниша са изписани апостолите Петър и Павел. Трите кораба във вътрешността са разделени от шест двойки правоъгълни дървени стълбове, свързани в аркади. Владишкият трон е прост, а амвонът е изписан с флорални мотиви. Подът е покрит с каменни плочи.
Иконостасът е прав в страничните крила и полушестоъгълен в средата. Царските икони са дело на Неофит Зограф, според бележка в Библията на храма. От северната стена те са „Свети Димитър“, на иконостаса – „Свети Георги Хозевит“, нова икона на която има надпис „Τον Άη Γιώργη να τιμάς τον Άγιο Χοζεβίτη που προστατεύει αυτούς που ζουν στο Μέγα Καζαβίτη“, северната олтарна врата, „Свети Харалампий Чудотворец“, „Исус Христос“, „Събор на Светите Апостоли“ с надпис „Περικαλλής ναός των αγίων ενδόξων και πανευφήμων Αποστόλων οικοδομήθη εκ θεμελίων δια κόπων, εξόδων και επιμελείας του τιμιωτάτου άρχοντος και ζηλωτού των κοινών και ... αλλά και η Αγία Εικών αύτη των Αγίων Αποστόλων, ο Χριστός, η ύψωσις του Σταυρού, ο Άγιος Δημήτριος και όλαι αι ορθαί, όλαι αύται εδωρήθησαν παρά του αυτού άρχοντος εις μνημόσυνον αυτού και συζύγου και τέκνων 1806“, „Света Богородица“, царските двери, „Христос Вседържител“, „Свети Йоан Кръстител“, „Свети Георги“ (1804), „Въздвижение на Светия кръст“ с надпис „Δέησις του δούλου του Θεού Χατχή Σταυροπούλου, συμβίας και τέκνων αυτών, εν έτη 1806“, „Архангел Михаил“ на мястото на южната врата, „Свети Димитър Мироточиви“ и на южната стена икона „Свети Евтимий, Свети Антоний и Свети Сава“ с надпис „Η παρούσα εικών διά εξόδων των τιμιωτάτων κυρ αντωνίου του μακαρίτου βασιλέκου και κυρ αντωνίου του μακαρίτου Φήλιπα εις αιωνιών του μνημόσυνον -1806“.
Светилището има вътрешни размери 2,26 на 9,17 m, като диаметърът на конхата е 2,33 m. Вляво от главната конха има три полукръгли ниши, а вдясно две. Още една ниша има на северната стена.
До женската църква се стига по дървена стълба. Външният вход по каменни стъпала е затворен. Парапетът е дървен, украсен с ромбове. Осветлението става от един южен и два западни малки прозореца. Подът е покрит с плочи. Храмът е измазан от всички страни, а покривът е с плочи.
В църквата се пази ценна църковна утвар и книги.